# AEGON Classic 2017
AEGON Classic 2017 byl tenisový turnaj pořádaný jako součást ženského okruhu WTA Tour, který se odehrával na otevřených travnatých dvorcích v Edgbaston Priory Clubu. Probíhal mezi 19. až 25. červnem 2017 v anglickém Birminghamu jako třicátý šestý ročník turnaje.
Turnaj s rozpočtem 885 040 dolarů patřil do kategorie WTA Premier Tournaments. Nejvýše nasazenou hráčkou ve dvouhře se po odhlášení světové jedničky Kerberové stala pátá v pořadí Elina Svitolinová z Ukrajiny. Jako poslední přímá účastnice do dvouhry nastoupila polská 97. tenistka žebříčku Magda Linetteová.
Třetí singlovou trofej z trávy a dvacátou v kariéře si odvezla Češka Petra Kvitová, jež po téměř půlroční neaktivitě způsobené řeznými zraněními levé ruky odehrála teprve druhý turnaj a třetí až sedmý soutěžní zápas. Deblovou část ovládl pár Australanek Ashleigh Bartyová a Casey Dellacquová, které vybojovaly pátý společný deblový titul na okruhu WTA Tour.

## Distribuce bodů a finančních odměn

### Distribuce bodů
| Soutěž  | vítězky | finalistky | semifinalistky | čtvrtfinalistky | 16 v kole | 32 v kole | Q  | Q3 | Q2 | Q1 |
| ------- | ------- | ---------- | -------------- | --------------- | --------- | --------- | -- | -- | -- | -- |
| dvouhra | 470     | 305        | 185            | 100             | 55        | 1         | 25 | 18 | 13 | 1  |
| čtyřhra | 470     | 305        | 185            | 100             | 1         | —         | —  | —  | —  | —  |

### Finanční odměny
| Soutěž                                | vítězky  | finalistky | semifinalistky | čtvrtfinalistky | 16 v kole | 32 v kole | Q | Q3     | Q2     | Q1     |
| ------------------------------------- | -------- | ---------- | -------------- | --------------- | --------- | --------- | - | ------ | ------ | ------ |
| dvouhra                               | $153 515 | $81 745    | $43 628        | $23 420         | $12 530   | $6 023    | — | $3 569 | $1 903 | $1 056 |
| čtyřhra                               | $47 890  | $25 560    | $13 975        | $7 118          | $3 858    | —         | — | —      | —      | —      |
| částky ve čtyřhře jsou uváděny na pár |          |            |                |                 |           |           |   |        |        |        |

## Ženská dvouhra

### Nasazení
| Stát                           | Hráčka                 | WTA | Nasazení |
| ------------------------------ | ---------------------- | --- | -------- |
| Německo                        | Angelique Kerberová    | 1.  | 1.       |
| Ukrajina                       | Elina Svitolinová      | 5.  | 2.       |
| Slovensko                      | Dominika Cibulková     | 6.  | 3.       |
| Spojené království             | Johanna Kontaová       | 8.  | 4.       |
| Francie                        | Kristina Mladenovicová | 13. | 5.       |
| Španělsko                      | Garbiñe Muguruzaová    | 15. | 6.       |
| Česko                          | Petra Kvitová          | 17. | 7.       |
| Česko                          | Barbora Strýcová       | 20. | 8.       |
| Austrálie                      | Darja Gavrilovová      | 24. | 9.       |
| Žebříček WTA k 12. červnu 2017 |                        |     |          |

### Jiné formy účasti

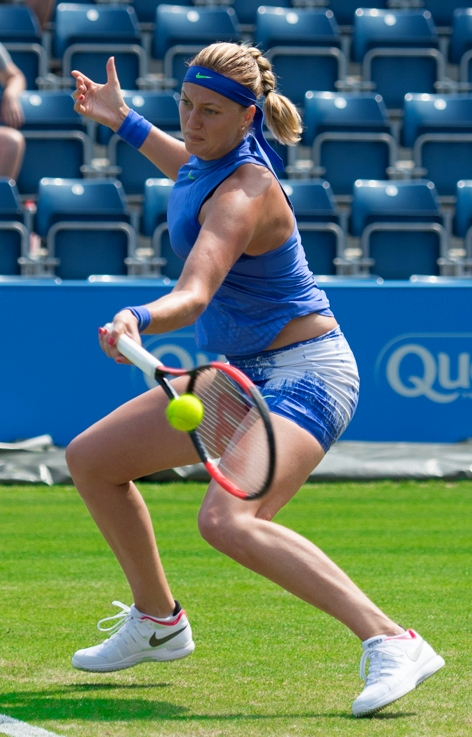
Petra Kvitová získala jubilejní 20. titul na okruhu WTA Tour

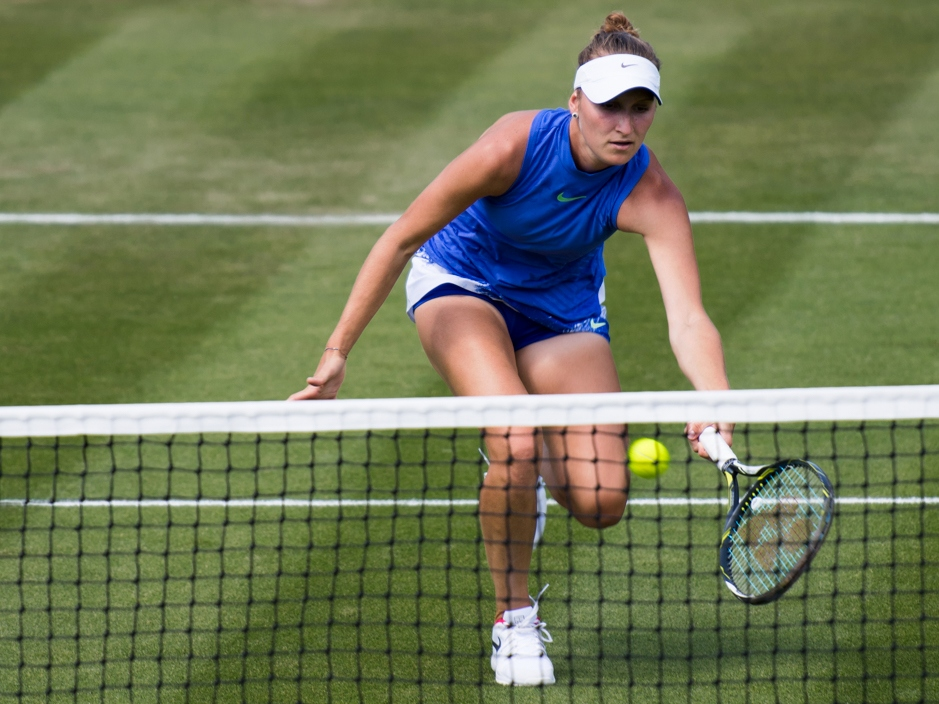
Markéta Vondroušová

Následující hráčky obdržely divokou kartu do hlavní soutěže:
- Naomi Broadyová
- Petra Kvitová
- Heather Watsonová

Následující hráčky postoupily z kvalifikace:
- Camila Giorgiová
- Sie Šu-wej
- Jelizaveta Kuličkovová
- Markéta Vondroušová

Následující hráčka postoupila z kvalifikace jako tzv. šťastná poražená::
- Tereza Smitková

### Odhlášení
před zahájením turnaje
- Simona Halepová → nahradila ji  Natalja Vichljancevová
- Darja Kasatkinová → nahradila ji  Christina McHaleová
- Angelique Kerberová → nahradila ji  Tereza Smitková
- Madison Keysová → nahradila ji  Alizé Cornetová
- Mirjana Lučićová Baroniová → nahradila ji  Donna Vekićová
- Jeļena Ostapenková → nahradila ji  Magda Linetteová
- Karolína Plíšková → nahradila ji  Naomi Ósakaová
- Mónica Puigová → nahradila ji  Tuan Jing-jing
- Agnieszka Radwańská → nahradila ji  Nao Hibinová
- Jelena Vesninová → nahradila ji  Ashleigh Bartyová

## Ženská čtyřhra

### Nasazení
| Stát                                                                       | Hráčka             | Stát      | Hráčka                | WTA | Nasazení |
| -------------------------------------------------------------------------- | ------------------ | --------- | --------------------- | --- | -------- |
| Česko                                                                      | Lucie Šafářová     | Česko     | Barbora Strýcová      | 9.  | 1.       |
| USA                                                                        | Abigail Spearsová  | Slovinsko | Katarina Srebotniková | 38. | 2.       |
| Kanada                                                                     | Gabriela Dabrowská | Čína      | Sü I-fan              | 42. | 3.       |
| Austrálie                                                                  | Ashleigh Bartyová  | Austrálie | Casey Dellacquová     | 51. | 4.       |
| Žebříček WTA k 12. červnu 2017; číslo je součtem umístění obou členek páru |                    |           |                       |     |          |

### Jiné formy účasti
Následující pár obdržel divokou kartu do hlavní soutěže:
- Naomi Broadyová /  Heather Watsonová

## Přehled finále

### Ženská dvouhra
- Petra Kvitová vs.  Ashleigh Bartyová, 4–6,  6–3, 6–2

### Ženská čtyřhra
- Ashleigh Bartyová /  Casey Dellacquová vs.  Čan Chao-čching /  Čang Šuaj,  6–1, 2–6, [10–8]